# Kunsthalle zu Kiel

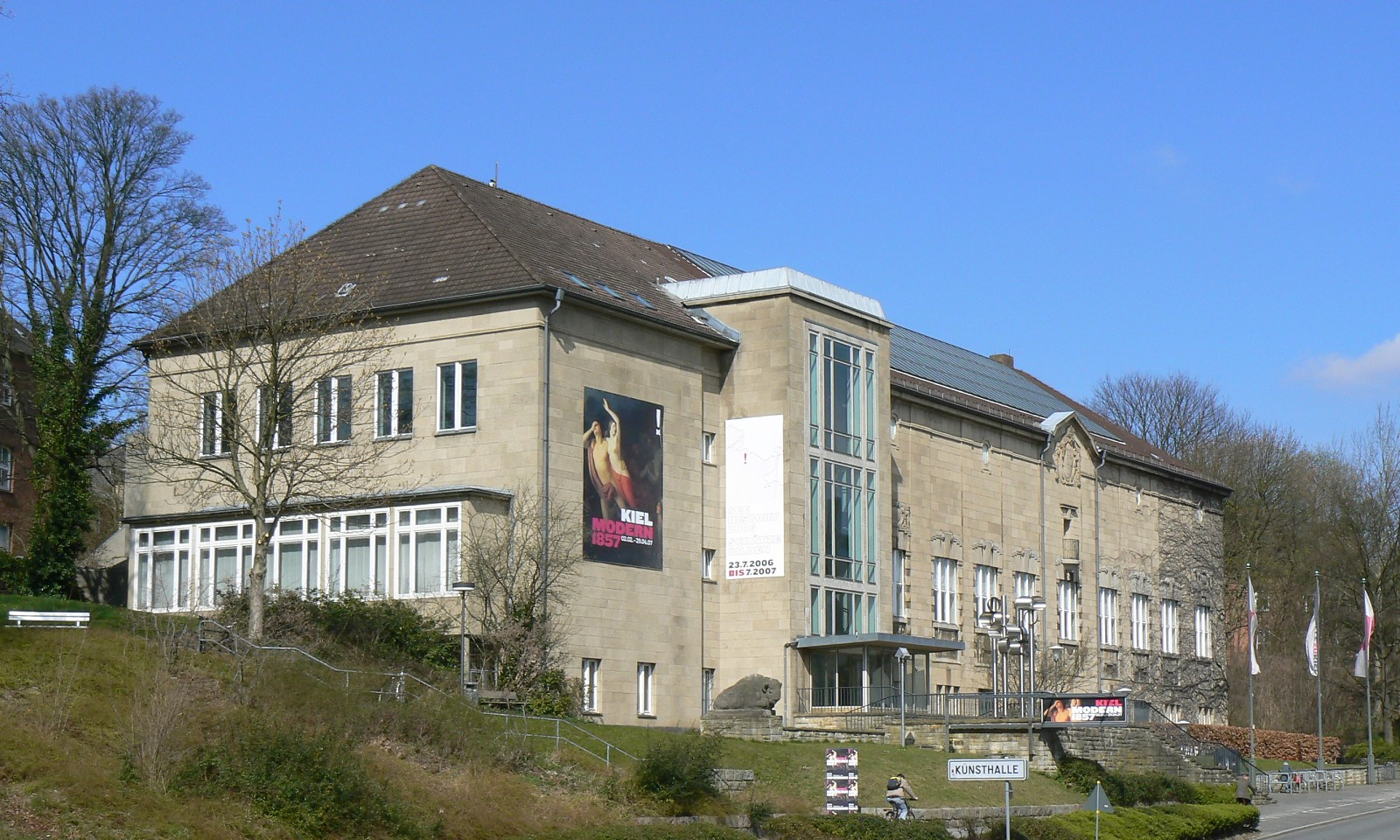
Kunsthalle zu Kiel

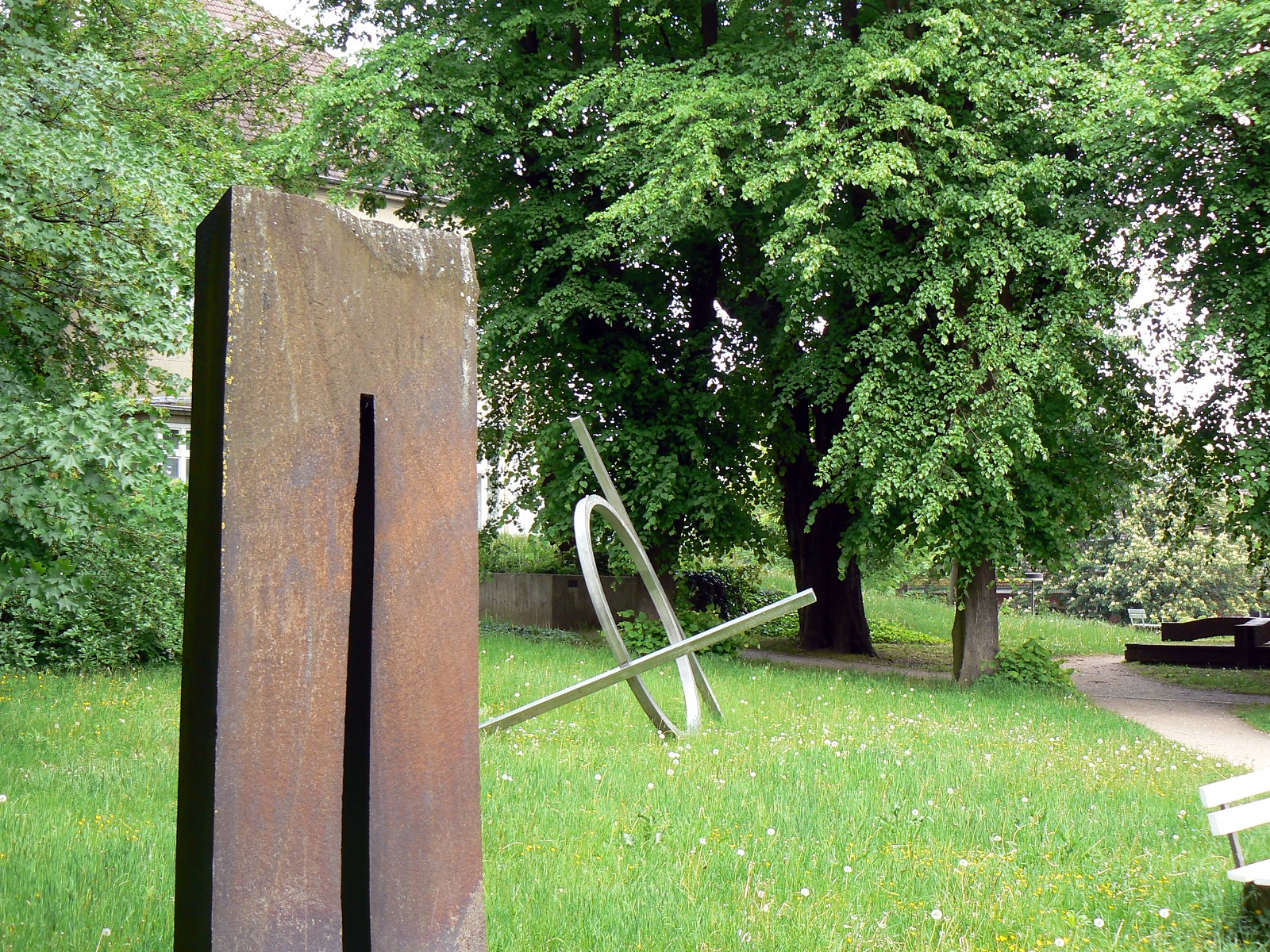
beeldenpark van de Kunsthalle

De Kunsthalle zu Kiel is een museum annex Kunsthalle in de hoofdstad Kiel van de Duitse deelstaat Sleeswijk-Holstein.

## Gebouw
De in 1909 gebouwde Kunsthalle ligt aan de Düsterbrooker Weg, ten noorden van de Kieler binnenstad, achter de Schlossgarten, in de nabijheid van het Kieler Fjord.

Het trappenhuis dateert uit de jaren vijftig; het gebouw is in 1986 uitgebreid met een open, daglichtdoorlatende nieuwbouw.

Met 1300 m² is de Kunsthalle de grootste expositieruimte van de hoofdstad.
De Kunsthalle beschikt over een zaal voor lezingen en een klein zelfbedieningsrestaurant.

## Collectie
De Kunsthalle, die in 1855 werd gesticht door de Schleswig-Holsteinischer Kunstverein, is in het bezit van een eigen kunstverzameling en toont schilderijen, beeldhouwwerken, objectkunst, foto- en videokunst. De nadruk ligt op:
- kunst van de negentiende eeuw:
  - romantiek met Franz von Lenbach, Max Liebermann, Lovis Corinth en Wilhelm Trübner
  - Russische "Wandermaler" (De Zwervers of Peredvizjniki), zoals Ilja Repin, Ivan Kramskoj, Ivan Sjisjkin en Isaak Levitan
  - Duitse impressionisten en expressionisten, zoals Emil Nolde, Ernst Ludwig Kirchner, Karl Schmidt-Rottluff, Erich Heckel en Max Pechstein
  - nieuwe zakelijkheid
- internationale kunststromingen na 1945, waaronder werken van Cobra met onder anderen Asger Jorn, Karel Appel en Lucebert.

De Kunsthalle is in het bezit van een beeldenpark met beeldhouwwerken van onder anderen: Per Kirkeby, Alf Lechner,
August Gaul en Karl Prantl.
In het gebouw bevindt zich eveneens de in 1986 gestichte Antikensammlung Kiel, een omvangrijke verzameling afgietsels van beelden en enkele originele stukken, die toebehoort aan de Universiteit van Kiel. Van de oorspronkelijke verzameling is een groot deel gedurende de Tweede Wereldoorlog verloren gegaan.